# Synagoga w Czerwińsku nad Wisłą
Synagoga w Czerwińsku nad Wisłą – zbudowana w drugiej połowie XIX wieku, przy ulicy Królowej Jadwigi 3. Podczas II wojny światowej hitlerowcy zdewastowali synagogę, następnie przeznaczając ją na magazyn. Po wojnie budynek synagogi przebudowano na kino. Obecnie po synagodze zachowały się fragmenty ściany wschodniej, które obecnie służą jako dobudówka do domu mieszkalnego.